# Atik-Valide-Moschee

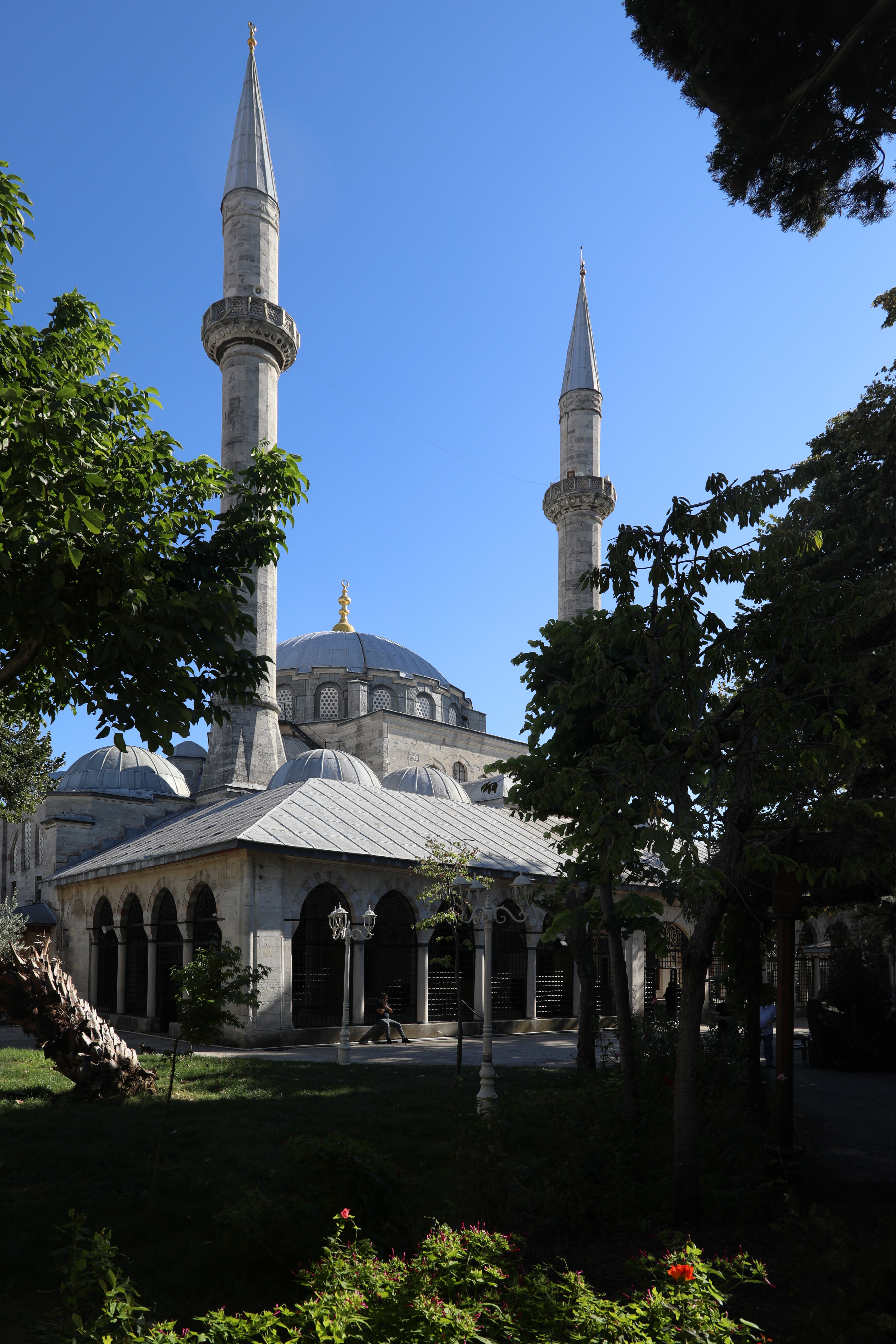
Moschee vom Innenhof aus

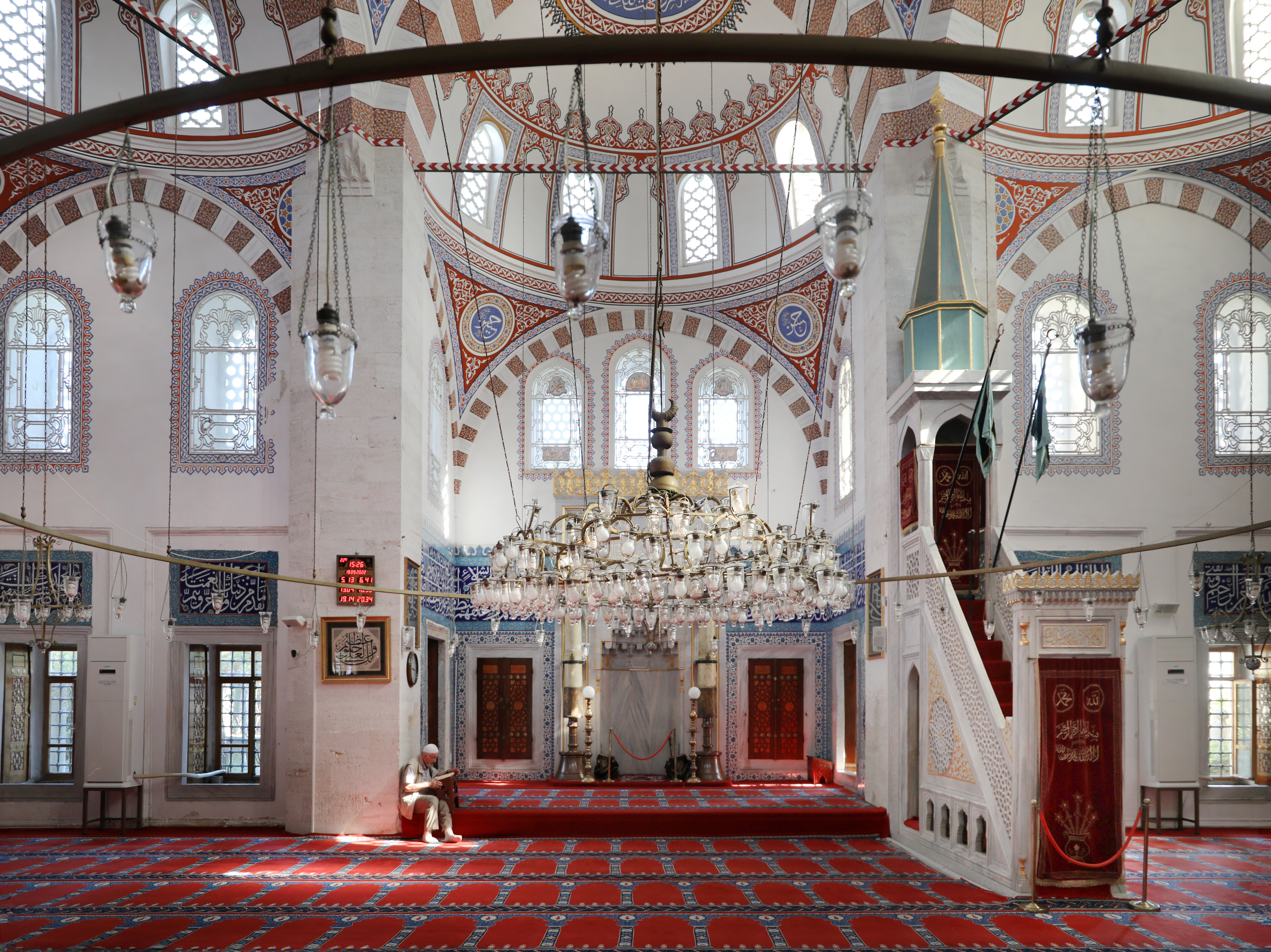
Blick ins Innere

Die Atik-Valide-Moschee (türkisch Atik Valide Camii), auch Eski-Valide-Moschee, ist eine Moschee aus dem 16. Jahrhundert im Istanbuler Stadtbezirk Üsküdar. Die Moschee wurde für Nurbanu Sultan erbaut, die Frau von Selim II. Das Bauwerk war Teil eines Gebäudekomplexes mit Medrese und Karawanserei. Errichtet wurde die Atik-Valide-Moschee von dem Hofarchitekten Sinan. Die Planungen begannen im Jahr 1571 mit dem Bau einer kleinen Moschee mit einem Minarett. Die Moschee wurde später erweitert und erst 1586, drei Jahre nach Nurbanu Sultans Tod, fertiggestellt.

## Lage
Die Moschee liegt im Stadtviertel Toptaşı im Istanbuler Stadtbezirk Üsküdar auf der asiatischen Seite der Stadt auf dem Gipfel eines terrassierten Hügels. Medrese, Moschee und Garten bilden einen Häuserblock, der von den übrigen Gebäuden durch Straßen getrennt ist.

## Geschichte
Die Atik-Valide-Moschee war einer der umfangreichsten Moscheenkomplexe in Istanbul. Die Moschee wurde für Nurbanu Sultan errichtet, die in Venedig geborene Frau von Selim II. und Mutter von Murad III. Sie war die erste Sultansmutter (Valide Sultan), die während der Zeit der Weiberherrschaft großen Einfluss auf die Politik des Osmanischen Reiches hatte. Da später noch zwei Moscheen für Sultansmütter in Üsküdar errichtet wurden, nannte man diese Moschee Atik-Valide-Moschee (Moschee der alten Sultansmutter).
Die Moschee wurde von dem Hofarchitekten Sinan geplant und in drei Phasen errichtet. Die Bauarbeiten begannen 1571 und dauerten zunächst bis 1574. Zwischenzeitlich hatte ein anderer Architekt die Aufsicht übernommen, da Sinan in Edirne den Bau der Selimiye-Moschee beaufsichtigte. Der zweite Bauabschnitt dauerte von 1577 bis 1578. In dieser Zeit wurden ein zweites Minarett und ein zweifacher Portikus errichtet. Diese Änderungen waren wahrscheinlich Folge der Thronbesteigung von Nurbanus Sohn Murad III. im Jahr 1574, mit dem Nurbanu Sultan zur Sultansmutter aufstieg. Nurbanu starb 1583 und der dritte und letzte Bauabschnitt fand zwischen 1584 und 1586 nach ihrem Tod statt. Die Pläne stammten von Sinan, für die Ausführung war der Architekt Davud zuständig. Die Moschee wurde seitlich mit zwei kleinen Kuppeln auf jeder Seite der zentralen Kuppel erweitert, im Inneren wurden Emporen errichtet und ein Hof erbaut.
Im 17. Jahrhundert wurde die Moschee durch Anbauten des Vakıf-Verwalters Pîr Ali an beiden Enden der Nordfront um je ein Joch erweitert. Im 18. Jahrhundert wurde eine neue Sultansempore errichtet und unter Osman III. die Moschee mit perspektivischen Raumerweiterungen teilweise neu ausgemalt. Während im 19. Jahrhundert stellenweise Reparaturen vorgenommen worden waren, wurde das Gebäude in der ersten Hälfte des 20. Jahrhunderts restauriert, nachdem nach 1918 schwere Schäden an dem Bauwerk aufgetreten waren.
Die Moschee war Teil eines großen Komplexes. Der südwestliche Gebäudekomplex umfasste eine Medrese, eine Hadithen- und eine Koranschule, ein Krankenhaus und ein Hospital mit Gästehaus, Armenküche und Karawanserei. Außerdem befand sich hier auch ein Hamam. Die Gebäude wurden im 19. Jahrhundert aufgestockt und in ein Militärhospital und ein Gefängnis umgewandelt. Heute nutzt die Fatih Sultan Mehmet Vakıf Üniversitesi die Räume. Die Medrese liegt nordwestlich des Hofes der Moschee. Nördlich davon war ein Derwisch-Kloster untergebracht. Hinter der Moschee liegt ein kleiner Garten. Hinter der Umfassungsmauer folgt dann eine kleine Schule.

## Architektur
Der Hauptraum der querrechteckigen Moschee wird von einer zentralen Kuppel mit einem Durchmesser von 12,7 Meter überdeckt, die auf sechs Bögen ruht, die in einem Hexagon mit zwei freistehenden Säulen und vier Wandpfeilern angeordnet sind. Der Raum wird von fünf Exedren mit Halbkuppeln erweitert, von denen eine den Mihrāb aufnimmt. Der Bogen an der Nordseite ist mit einer flachen Wand ausgefüllt, die das Eingangsportal enthält. Der Innenraum ist an drei Seiten von Galerien umgeben.
Die Qibla-Wand und die Exedra mit dem Mihrāb sind mit Fliesen aus Iznik geschmückt. Die mit Fliesen verkleideten Seitenwände um den Mihrāb zeigen Frühlingsblüten und -blumen. Über den Fenstern unter dem Portikus an der Nordfassade befinden sich zehn rechteckige kalligraphische Fliesenspiegel. Vier Tafeln, zwei an jedem Ende, wurden hinzugefügt, als die Moschee erweitert wurde. Auf ihnen werden Texte aus der Sure al-Fath aus dem Koran rezitiert. Die sechs zentralen Tafeln rezitieren Zeilen aus der Sure az-Zumar.

## Galerie

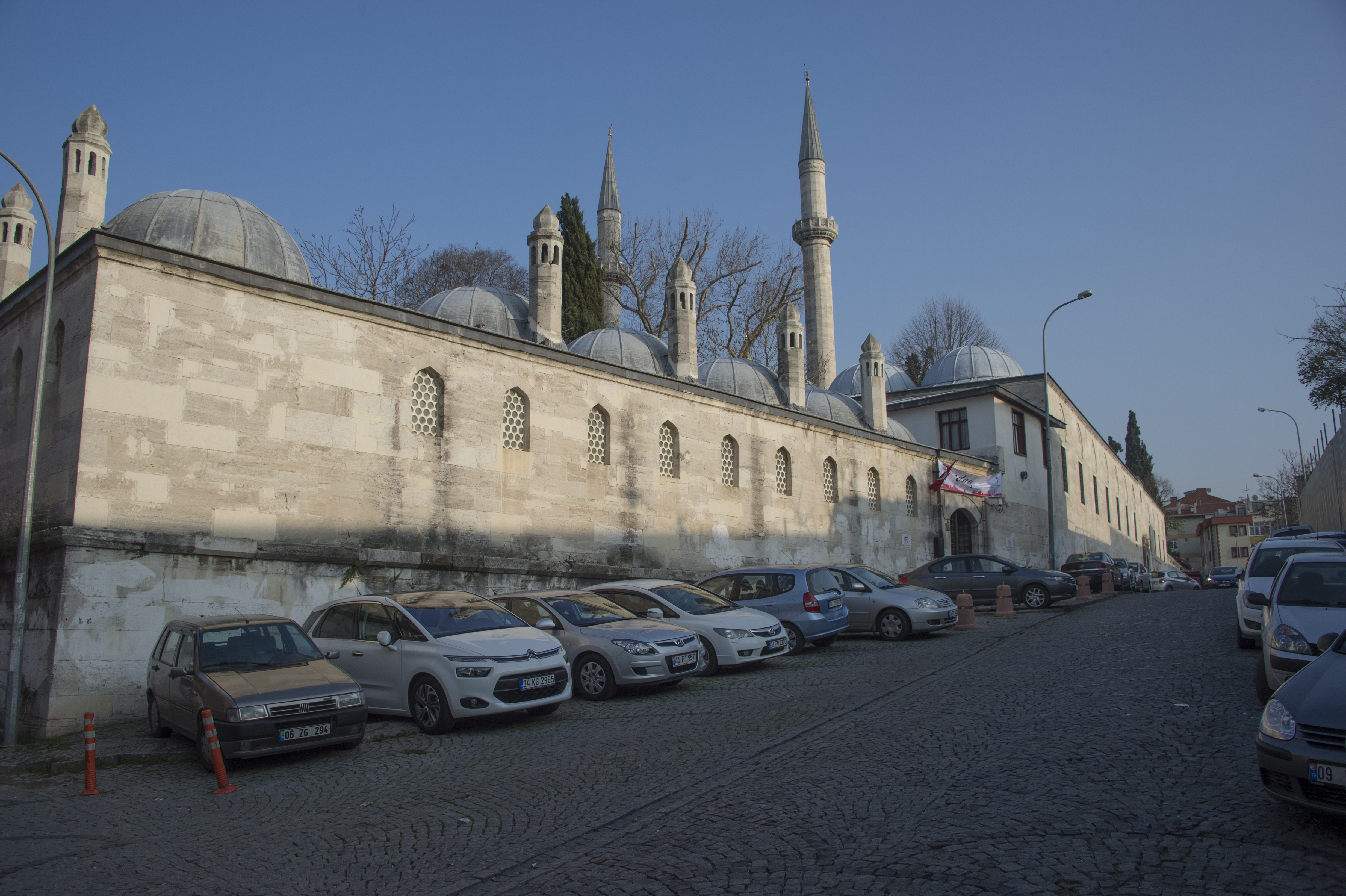
Ansicht des Komplexes von Süden
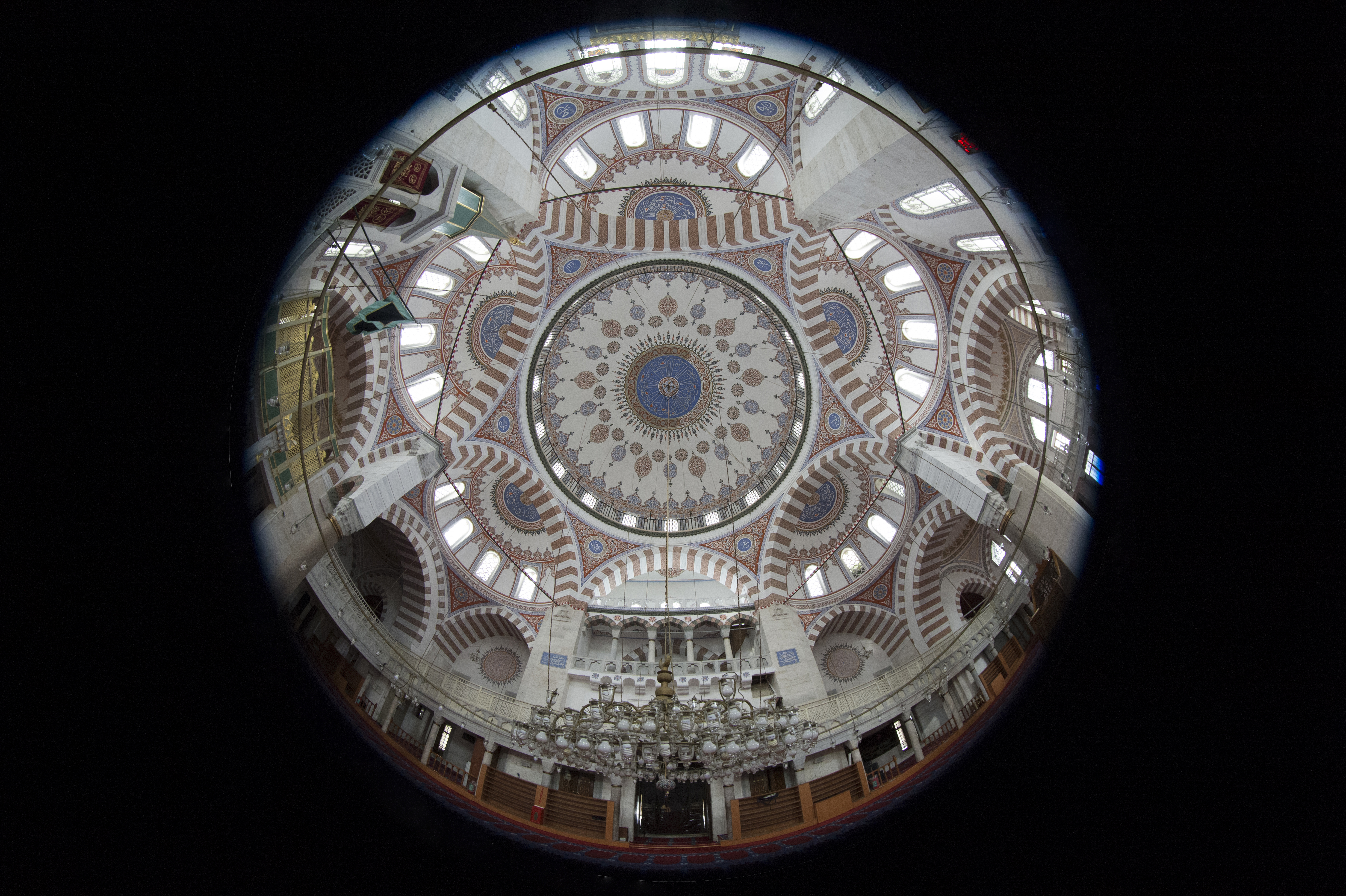
Blick in die zentrale Kuppel
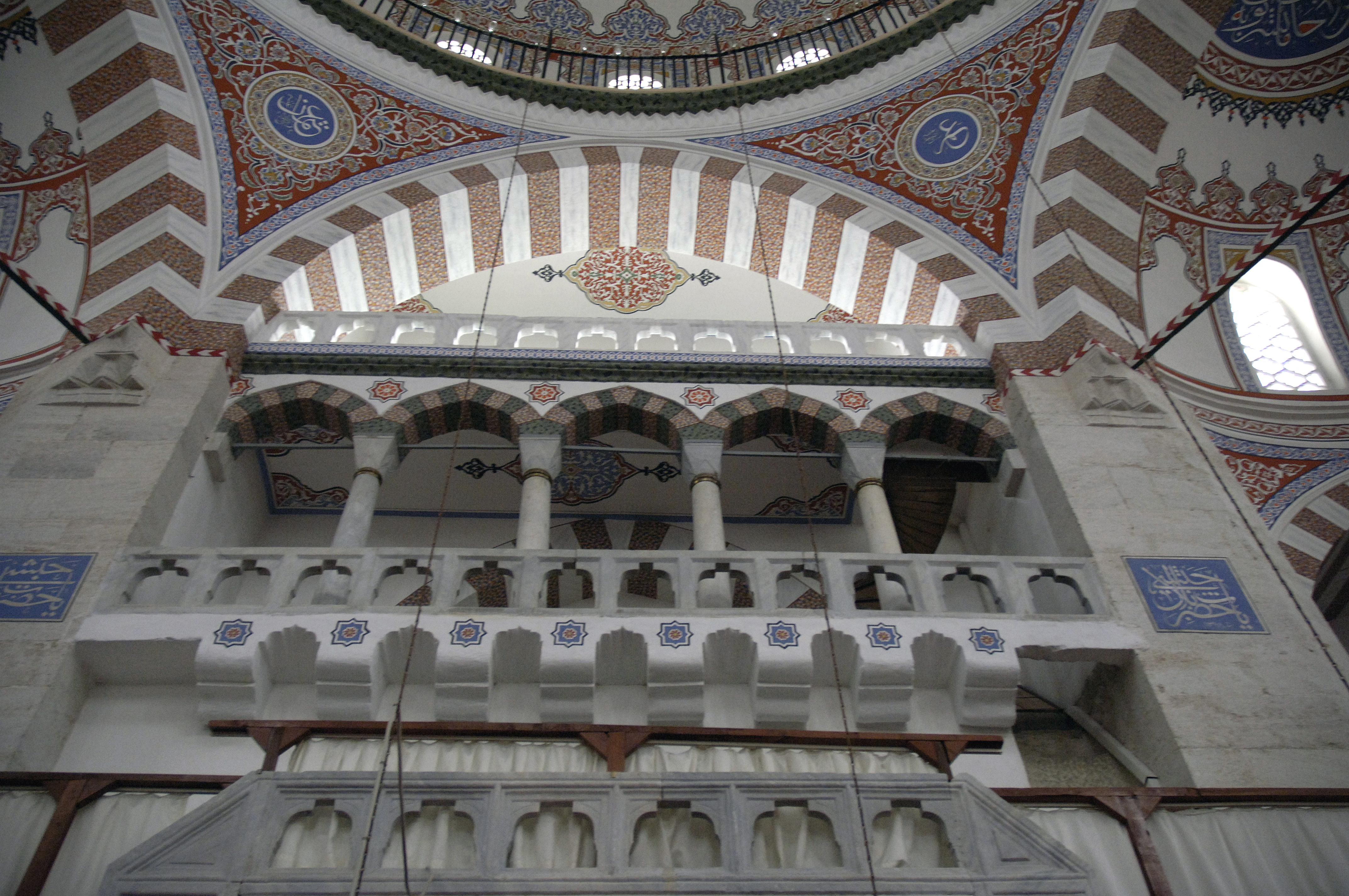
Empore für die Sultanfamilie
Mihrāb
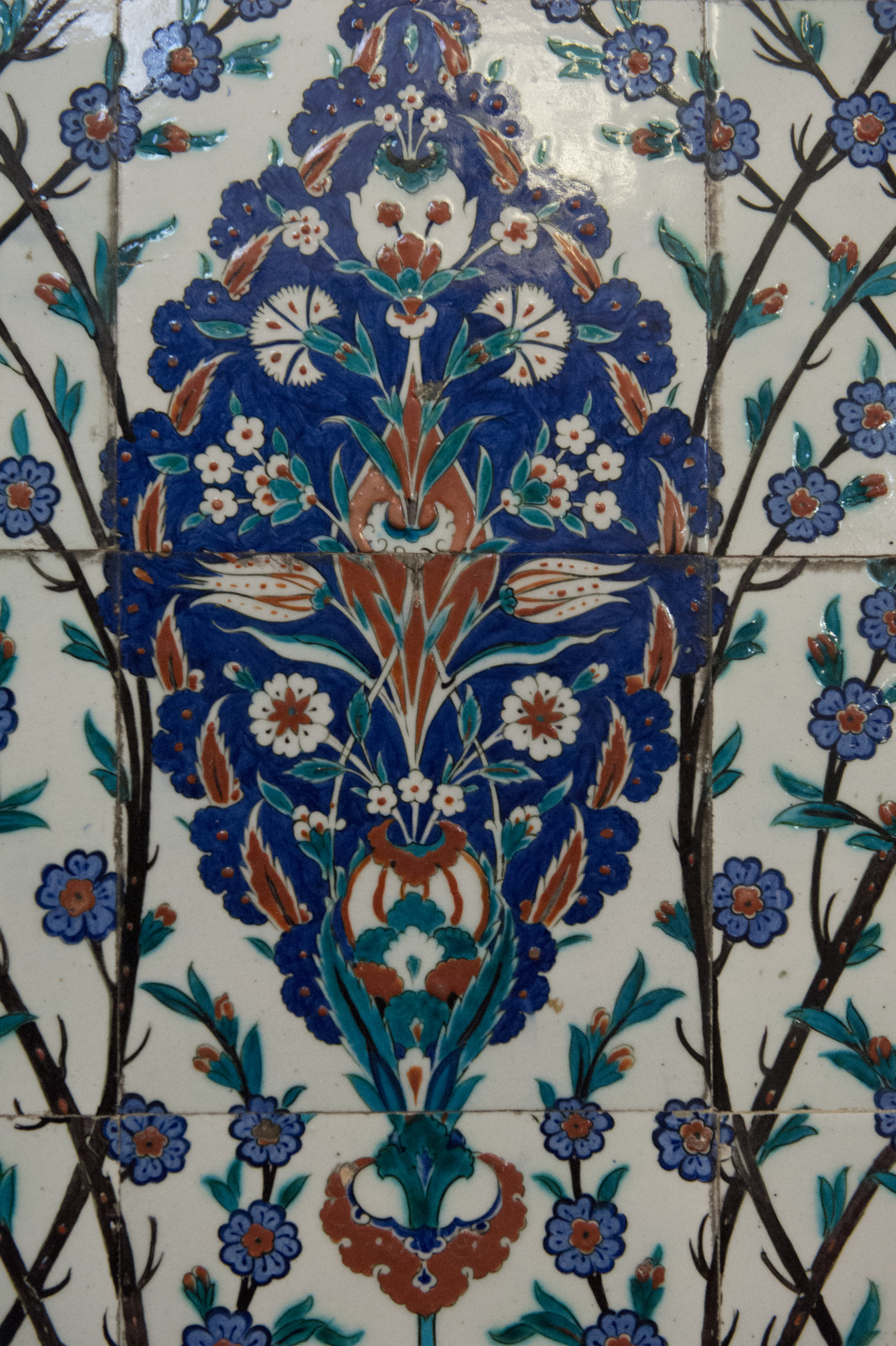
Fliesen mit floralen Mustern